# کتو

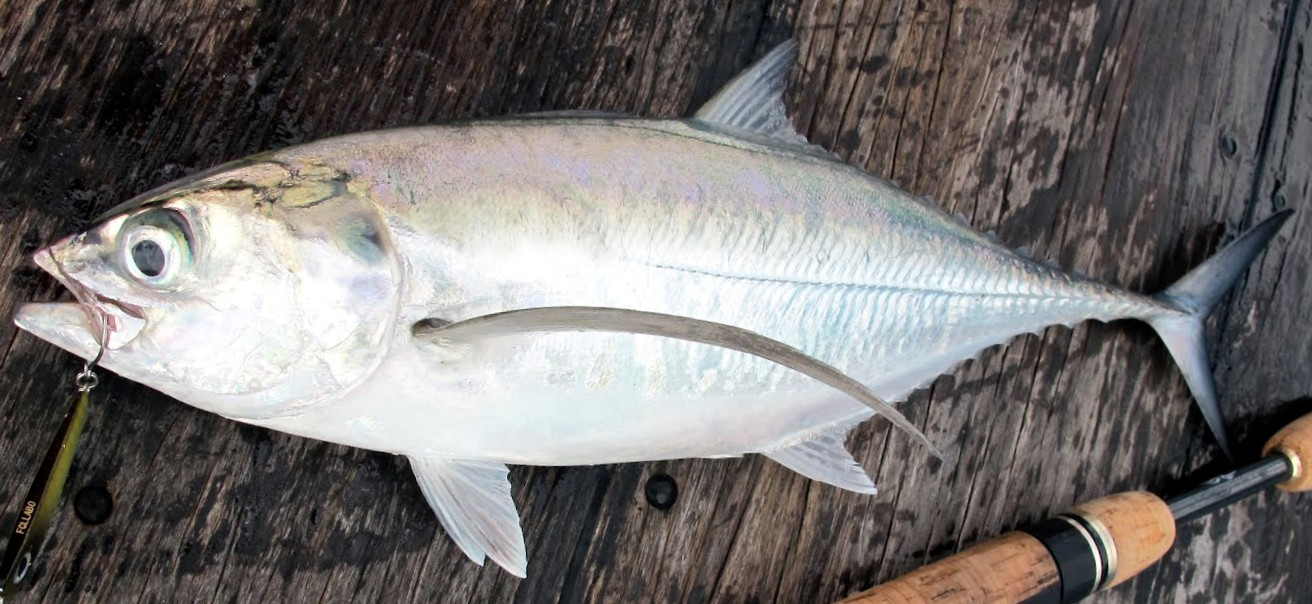

کتو (به انگلیسی: Torpedo scad) ‏ (Megalaspis cordyla) نوعی ماهی است.
بدن مستطیلی شکل، فشرده و کوچک بوده فکین در جلو دارای دندان‌های نیش دائمی است باله مخرجی از باله پشتی دوم بلند تراولین باله پشتی دارای ۸ شعاع سخت، دومین باله پشتی دارای یک شعاع سخت و ۱۸ تا ۲۰ شعاع نرم و باله مخرجی دارای ۳ شعاع سخت و ۱۶-۱۷ شعاع نرم می‌باشد. در ادامه باله پشتی دوم دارای ۷ تا ۹ بالچه و در دارامه باله مخرجی دارای ۸ تا ۱۰ بالچه می‌باشد. باله سینه‌ای دراز و داسی شکل. خط جانبی در جلو خمیده و قسمت مستقیم خلفی آن تقریباً دارای ۵۶ فلس دندانه داردر تمام طول که یک تیغه جانبی دمی را تشکیل می‌دهد. یک لکه تیره در بالای قسمت خلفی سرپوش آبششی دیده می‌شود رنگ بدن در پشت مایل به خاکستری و پهلوها و شکم نقره‌ای می‌باشد. گونه‌ای سطح زی بوده و به صورت گله‌ای حرکت می‌کنند تغذیه آنها از سخت پوستان کوچک صورت می‌گیرد تغذیه توسط خارهای آبششی صورت می‌پذیرد. بیشینه درازای بدن 80 سانتی متر می باشد.
محل زندگی آنها شامل ساحل خاوری آفریقا، دریای قرمز و خلیج فارس تا فرموز، هاوایی و کینسلند می‌باشد.